# مقاطعة بالدوين (ألاباما)
مقاطعة بالدوين (بالإنجليزية: Baldwin County, Alabama)‏ هي إحدى مقاطعات ولاية ألاباما في الولايات المتحدة. تأسست سنة 1809، بلغ عدد سكانها 190790 نسمة في عام 2010 حسب إحصاء مكتب تعداد الولايات المتحدة وتصل الكثافة السكانية فيها 44 نسمة/كم2.

## أعلام
- جورج آر. سويفت
- هنري ساندرز
- داندريدغ ماكراي

## وصلات خارجية
- www.co.baldwin.al.us